# 1969 aux échecs
| Années des échecs : 1966 - 1967 - 1968 - 1969 - 1970 - 1971 - 1972    |
| Décennies des échecs : 1930 - 1940 - 1950 - 1960 - 1970 - 1980 - 1990 |

Cet article présente les faits marquants de l'année 1969 aux échecs.

## Événements majeurs
Boris Spassky remporte le Championnat du monde d'échecs 1969 à Moscou.

## Championnats nationaux
- Argentine : Carlos Juárez remporte le championnat[1],[2]. Chez les femmes, Aida Karguer s’impose.
- Autriche : Karl Röhrl  remporte le championnat[3]. Chez les femmes, pas de championnat[4].
- Belgique : Helmut Schumacher remporte le championnat[5]. Chez les femmes, pas de championnat[6].
- Brésil : Antonio Rocha remporte le championnat[7]. Chez les femmes, c’est Ivone Moysés qui s’impose.
- Canada: Duncan Suttles remporte le championnat[8].
- Chine : Pas de championnat[9].
- Écosse : AM Davie remporte le championnat[10].

- Espagne : Juan Manuel Bellón López remporte le championnat[11]. Chez les femmes, c’est Pepita Ferrer qui s’impose[12].
- États-Unis : Sammy Reshevsky remporte le championnat[13]. Chez les femmes, Gisela Kahn Gresser s’impose[14].
- Finlande: Mauri Olavi Sirkiä remporte le championnat[15].
- France : Jacques Planté remporte le championnat [16]. Chez les femmes, pas de championnat[17].
- Inde : Manuel Aaron remporte le championnat[18].
- Iran : Nasser Hemmasi remporte le championnat[19].
- Japon : Yukio Miyasaka remporte la première édition du championnat[20],[21].

- Pays-Bas : Hans Ree remporte le championnat [22]. Pas de championnat féminin cette année.
- Pologne : Jerzy Lewi remporte le championnat[23].
- Royaume-Uni : Jonathan Penrose remporte le championnat[24].
- Suisse : André Lombard remporte le championnat [25]. Chez les dames, c’est Myrta Ludwig qui s’impose[26].
- RSS d'Ukraine : Guennadi Kouzmine et Vladimir Savon remportent le championnat[27],[28], dans le cadre de l’U.R.S.S.. Chez les femmes, Lyubov Idelchyk s’impose[29].

- République fédérative socialiste de Yougoslavie : Aleksandar Matanović remporte le championnat[30],[31]. Chez les femmes, Ružica Jovanović s’impose.

## Naissances
- 27 janvier : Jeroen Piket, GMI néerlandais, quatre fois vainqueur du championnat des Pays-Bas d’échecs.
- 30 janvier : Alexei Dreev, GMI russe, champion du monde des moins de 16, puis des moins de 20 ans.
- 4 février : Wu Shaobin, GMI chinois, notamment vainqueur du Championnat d'échecs de Singapour.
- 8 mars : Vassili Ivantchouk, GMI ukrainien et champion du monde de blitz.
- 9 avril : Susan Polgar, GMI américano-hongroise, championne du monde féminine.
- 17 mai : Anjelina Belakovskaia, Grand-maître féminine américano-ukrainienne et championne jeune des États-Unis.
- 4 juillet : Svetlana Matveïeva, Grand-maître féminine et vainqueur à plusieurs reprises du championnat d'échecs d'URSS.
- 26 août : Aaron Summerscale, GMI britannique,  vainqueur du championnat britannique de parties rapides.
- 14 septembre : Gregory Serper, GMI soviétique puis américain.
- 26 septembre : Stuart Rachels, champion américain.
- 4 novembre : Thomas Luther,  GMI allemand, trois fois champion de son championnat national.
- 5 novembre : Ildikó Mádl, Grand-maître féminine hongroise et championne d'Europe des jeunes.
- 11 décembre : Viswanathan Anand, GMI indien, Champion du monde.
- Olav Sepp, MI estonien, six fois vainqueur du championnat d'échecs d'Estonie.

## Nécrologie
- En 1969 : Pierre Morra, Juan Silvano Diaz Perez (en)
- 13 janvier : Jacques Davidson (en)
- 15 janvier : Walter Henneberger (en), quatre fois champion d'échecs de Suisse
- 27 janvier : Imre Korody (en)
- 3 mars : Aleksandr Tolouch, grand maître international soviétique, secondant de Paul Kérès et Boris Spassky
- 6 avril : Leonids Dreibergs (en), joueur américano-letton,  vainqueur du championnat du Michigan
- 10 juillet : João de Souza Mendes (en), sept fois champion d'échecs du Brésil
- 19 septembre : Rodney Phillips (en)
- 30 septembre : Walter Michel (en)
- 28 octobre : Ored Karlin (en)
- 21 novembre : Arnoldo Ellerman
- En décembre : Otto Löwenborg (en), joueur suédois
- 14 décembre : José Sanz Aguado (en)
- 17 décembre : Harry Kongshavn (en)
- 27 décembre : Alekseï Sokolski, théoricien soviétique, champion d'URSS par correspondance.
- 29 décembre : Kurt Richter, théoricien allemand, vainqueur de son championnat national.
- 31 décembre : Marcel Barzin